# Martin Spitzkopf
Martin Spitzkopf-Urban (data urodzin nieznana, zmarł między 1877 a 1881) – przewodnik tatrzański pochodzenia spiskoniemieckiego, jeden z najbardziej aktywnych przewodników po południowej stronie Tatr w latach 1860–1880.
Mieszkał najprawdopodobniej w podtatrzańskiej wsi Nowa Leśna. Był też znany jako Urbans Martin lub Urbans Spitzkopf. Regularnie zajmując się przewodnictwem, pracował także jako młynarz.
Razem z Johannem Stillem i innymi strzelcami z Nowej Leśnej dokonał pierwszego znanego wejścia na Gerlach w 1834 r. Na szczyt ten obaj wspinali się wielokrotnie także później, prowadząc turystów. Wiedeński profesor Dionizy Dezsö, który ze Stillem i Spitzkopfem wszedł na Gerlach w 1875 r., twierdził, że to oni byli odkrywcami drogi na wierzchołek, a pierwsze wejście turystyczne należy do pewnego przybysza (zapewne doktora Josefa Krzischa), którego poprowadził Spitzkopf w końcu lat 60. XIX wieku (w rzeczywistości turyści weszli na szczyt wcześniej).
W 1874 r. Spitzkopf wraz ze Słowakiem Jánem Rumanem Driečnym młodszym poprowadził jako pierwszy turystę – Węgra Móra Déchyego – na szczyt Wysokiej, z kolei w 1877 r. razem z Ödönem Térym za trzecią próbą zdobył Durny Szczyt, wcześniej natomiast Małą Poślednią Turniczkę. Spitzkopf uczestniczył też w drugim potwierdzonym wejściu na Kieżmarski Szczyt 14 sierpnia 1877 r.
Martin Spitzkopf był najbardziej znanym przedstawicielem rodziny Spitzkopfów, jednak wielu z nich jest autorami pierwszych przejść w Tatrach. Wiadomości o rodzinie zachowały się mniej więcej od połowy XIX wieku. Ok. 1875 r. do przewodników należeli: Matthias (alter Schmied), Paul, Andreas i Johann, później byli nimi także Paul junior, Paul senior (obaj z przydomkiem Urban), Jakob i Walter Spitzkopfowie.